# 高橋信行
高橋 信行（たかはし のぶゆき、1974年 - ）は、日本の法学者。専門は行政法。学位は、博士（法学）（東京大学・甲博士・2009年）
。國學院大學法学部教授。

## 経歴
- 東京大学法学部卒業[3]
- 2005年4月1日 - 國學院大學に赴任[1]
- 博士（法学）（東京大学・2009年1月22日）（学位論文「統合と国家 : 国家嚮導行為の諸相」）[1][4]

## 著作

### 単著
- 『統合と国家 : 国家嚮導行為の諸相』（有斐閣、2012年）ISBN 978-4-641-13132-3
- 『自治体職員のための ようこそ行政法』（第一法規、2017年）ISBN 978-4-474-05774-6

### 共著
- 山下純司・深町晋也・高橋信行『学生生活の法学入門』（弘文堂、2019年）ISBN 978-4-335-35698-8

### 連載
- 『法学教室　演習（行政法）』（有斐閣、2019年4月号(No.463)〜2020年3月号(No.474)）

## 社会活動
- 総務省・行政書士試験委員（2012年 - 2015年）[5][6]
- 法務省・司法試験考査委員（2016年 - 2018年）[7]